# Schola Cantorum (Paříž)
Schola Cantorum (z lat. Škola zpěváků) je soukromá hudební vysoká škola v Paříži. Byla založena v roce 1896 a od roku 1900 sídlí v budově bývalého benediktinského kláštera v ulici Rue Saint-Jacques v 5. obvodu v Latinské čtvrti. K významným absolventům patří např. hudební skladatelé Erik Satie nebo Edgard Varèse.

## Historie
Ve druhé polovině 19. století se Pařížská hudební a taneční konzervatoř zaměřovala výhradně na operu. Francouzští skladatelé, kteří se chtěli zaměřit především na instrumentální hudbu, jako byl např. César Franck, nenacházeli v pařížském hudebním životě přijetí.
Scholu Cantorum založili v roce 1894 skladatelé Charles Bordes, Alexandre Guilmant a Vincent d'Indy jako alternativu k Pařížské konzervatoři a 15. října 1896 byla škola otevřena. Prvním ředitelem školy se stal varhaník Alexandre Guilmant, varhaník na Pařížské konzervatoři. V roce 1900 převzal vedení Vincent d'Indy, který ji vedl až do své smrti v roce 1931.
Škola byla jmenována po stejnojmenném sboru Schola cantorum na středověkém papežském dvoře. Škola způsobila ve Francii nový zájem o gregoriánský chorál a hudbu 16. a 17. století.
Nejprve sídlila v pařížské čtvrti Montparnasse na Boulevardu du Montparnasse, odkud se v roce 1900 přestěhovala na své současné místo do bývalé klášterní budovy v Latinské čtvrti. Budova je chráněná jako historická památka.